# Scar the Martyr
Scar the Martyr – amerykański zespół wykonujący szeroko pojętą muzykę heavymetalową. Powstał w 2013 roku z inicjatywy perkusisty Joeya Jordisona, wówczas członka zespołu Slipknot. Skład zespołu uzupełnili gitarzyści – Jed Simon wcześniej związany z formacją Strapping Young Lad oraz znany z występów w zespole Darkest Hour gitarzysta Kris Norris, szerzej nieznany wokalista Henry Derek, a także keyboardzista Chris Vrenna – były członek grupy Marilyn Manson, który ostatecznie podjął współpracę z zespołem jako muzyk sesyjny.
Debiutancki album zespołu zatytułowany Scar the Martyr ukazał się 30 września 2013 roku nakładem wytwórni muzycznej Roadrunner Records. Nagrania promowane teledyskami do utworów „Blood Host” i „Soul Disintegration” dotarły do 129. miejsca listy Billboard 200 w Stanach Zjednoczonych. Przed rozpoczęciem trasy koncertowej promującej wydawnictwo do składu dołączyli basista Kyle Konkiel, wcześniej związany z zespołem In This Moment oraz keyboardzista Joey Blush. Jednakże tylko Konkiel został oficjalnym członkiem Scar the Martyr. Ostatecznie, w 2013 roku funkcję keyboardzisty w zespole objął Matthew Tarach. W 2014 roku w wyniku różnic na tle artystycznym skład opuścił wokalista Henry Derek.
W 2016 roku zespół został rozwiązany.

## Dyskografia
Albumy studyjne
| Tytuł           | Dane dot. albumu                                       | Pozycja na liście | Pozycja na liście | Pozycja na liście | Pozycja na liście | Sprzedaż        |
| Tytuł           | Dane dot. albumu                                       | UK                | USA               | USA Heat.         | USA Hard Rock     | Sprzedaż        |
| --------------- | ------------------------------------------------------ | ----------------- | ----------------- | ----------------- | ----------------- | --------------- |
| Scar the Martyr | - Data: 30 września 2013 - Wydawca: Roadrunner Records | 119               | 129               | 2                 | 7                 | - USA: 10 tys.+ |

Minialbumy
| Tytuł           | Dane dot. albumu                                    |
| --------------- | --------------------------------------------------- |
| Metal Hammer EP | - Data: 2 października 2013 - Wydawca: Metal Hammer |

## Teledyski
| Tytuł                 | Rok  | Reżyseria     | Album           | Źródło |
| --------------------- | ---- | ------------- | --------------- | ------ |
| „Blood Host”          | 2013 | Mark Eshleman | Scar the Martyr | [ 4 ]  |
| „Soul Disintegration” | 2013 | Vlad Tolstov  | Scar the Martyr | [ 5 ]  |

## Nagrody i wyróżnienia
| Rok  | Kategoria                                    | Tytułem         | Nagroda                     | Nota      | Źródło |
| ---- | -------------------------------------------- | --------------- | --------------------------- | --------- | ------ |
| 2014 | Best New Talent presented by Victory Records | Scar the Martyr | Revolver Golden Gods Awards | Nominacja | [ 11 ] |